# Krzysztof Zdzitowiecki
Krzysztof Zdzitowiecki, pseud. Pomurnik (ur. 13 listopada 1939 w Warszawie, zm. 15 lipca 2025) – polski taternik, alpinista i himalaista, profesor, kierownik Zakładu Biologii, Systematyki i Zoogeografii Helmintów w Instytucie Parazytologii PAN.

## Taternictwo i alpinizm
Zaczął się wspinać w 1958 w Tatrach. W początkowym okresie zajmował się speleologią, w 1961 dotarł do „starego dna” Jaskini Śnieżnej (głębokość 568 m, z Januszem Onyszkiewiczem i Bernardem Uchmańskim). Następnie wspinał się już w skałach i szybko został jednym z czołowych taterników kraju.
W 1962 razem z Eugeniuszem Chrobakiem, Januszem Kurczabem i Andrzejem Heinrichem dokonał pierwszego przejścia Filara Kazalnicy Mięguszowieckiej. W tym samym roku jako pierwsi z Andrzejem Mrozem przeszli Galerię Gankową drogą Studnički. Przeszedł też samotnie grań wokół Morskiego Oka oraz w zimie drogę Długosza na Kazalnicy. Jako jedyny człowiek przeszedł w polskich Tatrach Wysokich wszystkie drogi opisane w przewodnikach Witolda Henryka Paryskiego.
Od drugiej połowy lat 60. wspinał się również w innych górach. W Alpach przeszedł m.in. drogę Dulfera na Fleischbank w masywie Wilder Kaiser (1964, pierwsze polskie przejście), północno-wschodnią ścianę Finsteraarhornu (z Kazimierzem Głazkiem, drogą Hasslera z nowym wariantem), północny filar Pointe Young na Grandes Jorasses (1968, z Andrzejem Heinrichem i Henrykiem Furmanikiem) i północną ścianę Matterhornu (1971, z Andrzejem Wiluszem i Zygmuntem Kieńciem, drogą Bonattiego). W Kaukazie wszedł w 1978 na Uszbę Filarem Schmaderera.

## Góry wysokie
W góry wysokie jeździł w latach 70. Razem z Janem Holnickim-Szulcem i Januszem Kurczabem poprowadził w 1972 nową drogę południowo-zachodnią ścianą na Noszak w Hindukuszu. Dwa lata później drogą Borodkina zdobył Szczyt Komunizmu (dzisiejszy Szczyt Ismaila Samaniego) w Pamirze. W 1978 ponownie zdobył Szczyt Komunizmu, tym razem drogą ukraińską. Jest zdobywcą dziewiczych szczytów na Alasce i w Kanadzie, a także na Antarktydzie, w pobliżu polskiej stacji na Wyspie Króla Jerzego.
Najbardziej znane osiągnięcia Zdzitowieckiego wiążą się z udziałem w wyprawie na Gaszerbrumy w 1975, kierowanej przez Wandę Rutkiewicz. 1 sierpnia 1975 razem z Januszem Onyszkiewiczem i Leszkiem Cichym dokonał trzeciego wejścia na Gaszerbrum II (8034 m). Zespół poprowadził częściowo nową drogę i był pierwszym polskim zespołem, który zdobył główny wierzchołek ośmiotysięcznika. 10 dni później (11 sierpnia) dokonał kolejnego udanego ataku szczytowego: wraz z Wandą Rutkiewicz, Januszem Onyszkiewiczem i Alison Chadwick-Onyszkiewicz wszedł na dziewiczy dotąd wierzchołek Gaszerbrum III (7952 m). Był to wówczas najwyższy niezdobyty szczyt świata oraz najwyższe w historii pierwsze wejście szczytowe, w którym uczestniczyły kobiety.

## Inna działalność
W latach 1977–79 Krzysztof Zdzitowiecki brał udział w sześciu wyprawach na Antarktydę. W 1977 brał udział w założeniu Polskiej Stacji Antarktycznej im. Henryka Arctowskiego. W kolejnych wyprawach uczestniczył w latach 1995 i 2007.
Był działaczem środowiska wspinaczkowego, należał do Klubu Wysokogórskiego i do Polskiego Związku Alpinizmu. W latach 1970–72 był prezesem Koła Warszawskiego Klubu Wysokogórskiego. Przez 30 lat (do 1993) był instruktorem taternictwa. Był autorem licznych publikacji, m.in. artykułów w „Taterniku” oraz współautorem podręcznika Alpinizm pod redakcją M. Popki.
Został odznaczony Brązowym i Złotym Krzyżem Zasługi, a także brązowym i złotym medalem „Za Wybitne Osiągnięcia Sportowe”. Jest członkiem honorowym PZA.
Był synem Hanny Zdzitowieckiej, miał żonę Ewę i dwoje dzieci: Andrzeja i Hannę.